# Universal Monsters
 Pour plus de détails, voir Fiche technique et Distribution
Universal Monsters ou Universal Horror est le nom donné à une série de films d'horreur, de suspense et de science-fiction, tous produits par la société de production cinématographique américaine Universal Pictures entre 1923 et 1960.

## Historique

### Premiers films (1923-1932)

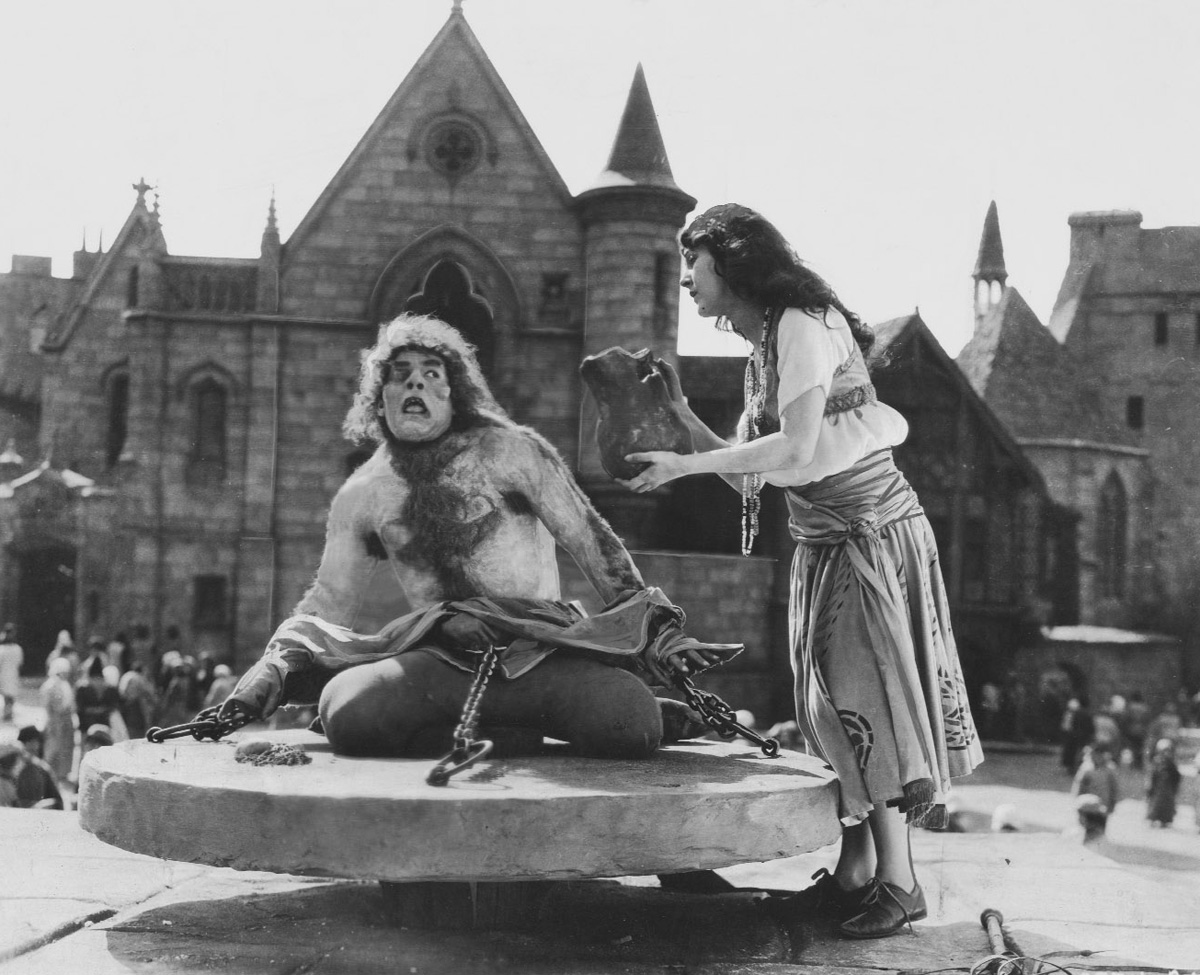
Le Bossu de Notre-Dame (1923) est le premier film des Universal Monsters.

Universal Pictures commence à produire des films de monstres dès le cinéma muet en adaptant deux romans français Notre-Dame de Paris en Le Bossu de Notre-Dame (1923) de Wallace Worsley et Le Fantôme de l'Opéra en Le Fantôme de l'Opéra (1925) de Rupert Julian. Irving Thalberg est à l'origine du projet du Bossu de Notre-Dame, il s'agit de la première production qu'il impulse chez Universal. Thalberg persuade Carl Laemmle d'engager 1,5 million de dollar, un gros budget pour l'époque,.

Notre-Dame de Paris (1923)
Le Fantôme de l'Opéra (1925)
La Volonté du mort (1927)
L'Homme qui rit (1928)
Le Dernier Avertissement (1929)
La Maison de la mort (1932)
Thalberg s'implique dans le projet. Il choisit lui-même l'acteur Lon Chaney pour interpréter Quasimodo. Le réalisateur Worsley est choisi après le refus de plusieurs autres. Le tournage dure six mois, dans un décor de plus de 10 hectares reproduisant le parvis de la cathédrale Notre-Dame de Paris, sa façade et des rues adjacentes. Thalberg quitte Universal en février 1923 pour rejoindre Louis B. Mayer avant la formation de la Metro-Goldwyn-Mayer en 1924, suivi par Chaney.
Lorsque le projet du Fantôme de l'Opéra est mis en route, Thalberg insiste auprès de Mayer pour prêter Chaney à Universal pour le film. Dans un premier temps Laemmle veut tourner le film en décor réel à l'opéra Garnier à Paris. Cependant, l'idée n'est pas réalisable, car l'opéra aurait dû être fermé : le décor est donc reconstitué dans le studio. La première version du film est réalisée par Rupert Julian, qui démissionne à la suite d'une preview où le film est mal accueilli. Une deuxième version est montée avec des scènes supplémentaires réalisées par Edward Sedgwick. La troisième version du film est finalement approuvée par le studio. De 1927 à 1929, La Volonté du mort (1927), L'Homme qui rit (1928) et Le Dernier Avertissement (1929) sont réalisés par Paul Leni et en 1932 La Maison de la mort par James Whale.

### Sous l'impulsion de Carl Laemmle Jr. lors de la Grande dépression (1931-1934)

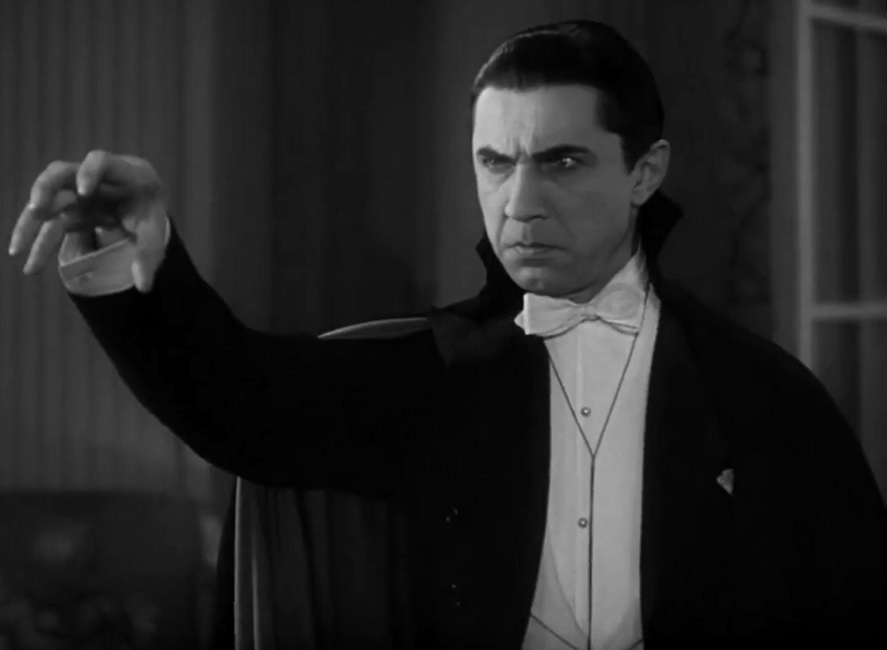
Béla Lugosi dans Dracula (1931).

Carl Laemmle confie en 1929 la direction opérationnelle du studio à son fils Carl Laemmle Jr. Le premier film de l'ère Laemmle Jr. est Dracula (1931) en version anglophone et Drácula (1931) en version hispanophone, une adaptation du roman de Bram Stoker. S'ensuivent Frankenstein (1931) avec Boris Karloff, La Momie (1932), L'Homme invisible (1933), Le Loup-garou (1941), Le Fantôme de l'Opéra (1943) et L'Étrange Créature du lac noir (1954).

### Suites (1935-1956)
Avec le succès de ses films, la Universal se lança dans les suites de leurs plus grands succès. Ainsi La Fiancée de Frankenstein (1935) est sans doute la suite la plus connue de l'histoire du monstre de Frankenstein. S'ensuit Le Monstre de Londres (1935), La Fille de Dracula (1936), Le Fils de Frankenstein (1939), Le Retour de l'homme invisible (1940), La Main de la momie (1940), La Femme invisible (1940), Le Fantôme de Frankenstein (1942), L'Agent invisible contre la Gestapo (1942), La Tombe de la Momie (1942), Frankenstein rencontre le loup-garou (1943), Le Fils de Dracula (1943), La Vengeance de l'homme invisible (1944), La Maison de Frankenstein (1944), Le Fantôme de la Momie (1944), La Malédiction de la Momie (1944), La Maison de Dracula (1945), She-Wolf of London (1946), La Revanche de la créature (1955), La créature est parmi nous (1956).

### Âge d'or (1930-1940)
De nombreux films font leur apparition, dont Double Assassinat dans la rue Morgue (1932), Le Chat noir (1934), Le Corbeau  (1935), Le Rayon invisible (1936), Vendredi 13 (1940), La Femme gorille (1943).

### Nouveaux monstres (1950)
Durant les années 1940 et 1950, les films de monstres évoluent et le cinéma se tourne vers les créatures géantes, comme Tarantula ! (1955), Le Peuple de l'enfer (1956) et La chose surgit des ténèbres (1957),

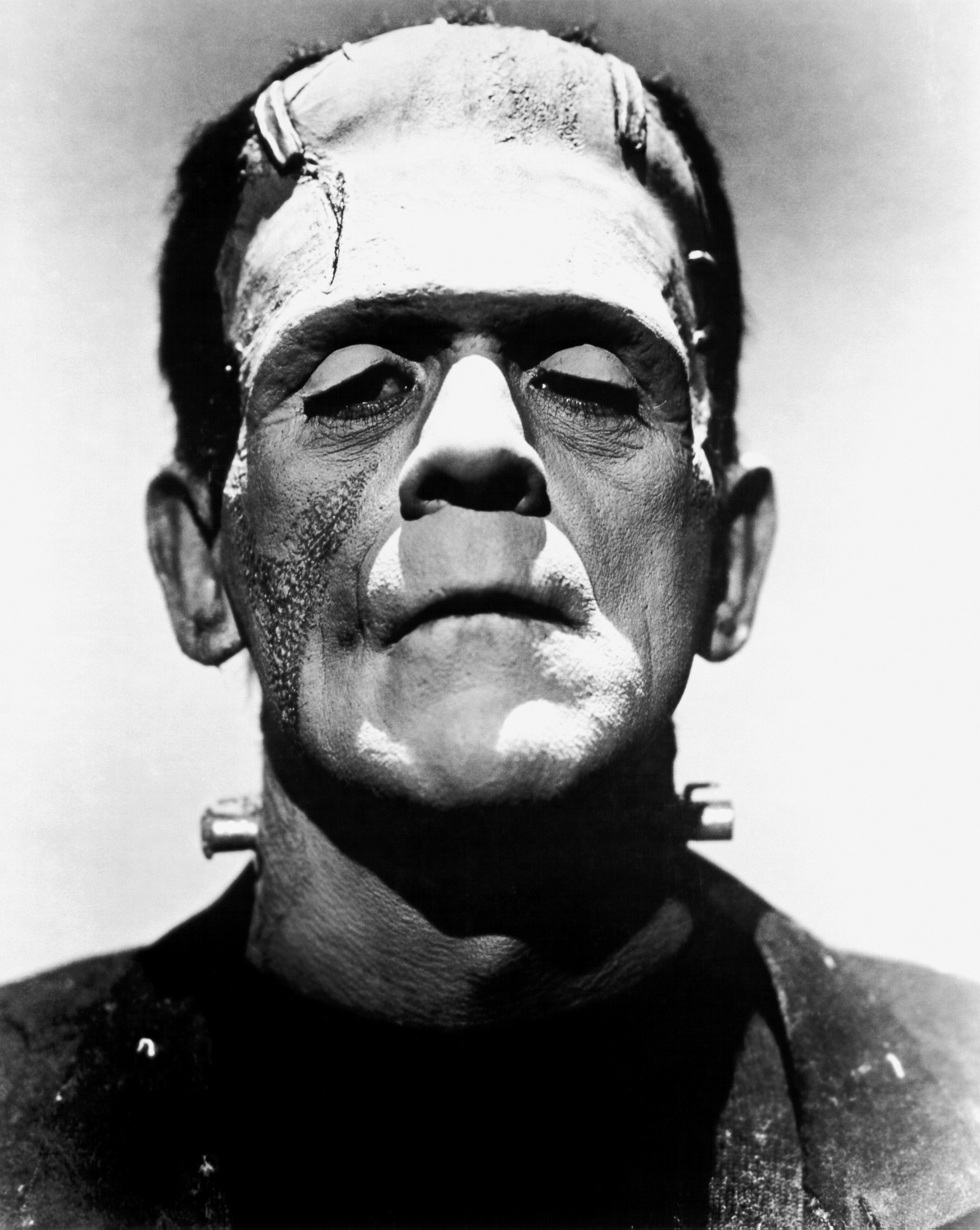
Boris Karloff dans La Fiancée de Frankenstein (1935).

### Héritage
Les films de la Universal ont inspiré bon nombre de réalisateurs, tels que Tim Burton, Francis Ford Coppola ou encore Stephen Sommers. Parmi les films de la nouvelle génération, figurent Dracula (1979), Le Loup-garou de Londres (1981), La Promise (1985), Dracula (1992), Frankenstein (1994), La Momie (1999), Hollow Man (2000), Le Retour de la momie (2001), Van Helsing (2004), Le Fantôme de l'Opéra (2004), Hollow Man 2 (2006), La Momie : La Tombe de l'empereur Dragon (2008), Wolfman (2010), La Momie (2017), Dracula (2012). 
Ou encore la trilogie Dracula 2001 produite par Wes Craven, le téléfilm L'Antre de Frankenstein réalisé en 1997 et bien entendu les films de la Hammer.

## Premier univers cinématographique (1931-1951)
De 1931 à 1942, Universal produit des films autour de différents monstres de la littérature (ainsi que des suites) mais sans jamais se faire rencontrer les personnages des différentes sagas. 
C'est avec le film Frankenstein rencontre le loup-garou, sortie en 1943, que les producteurs se font rencontrer Le Monstre de Frankenstein[pas clair] et Le Loup-garou, présentés dans leurs films précédents et donc, commencent à créer un univers. Puis, en 1944, avec La Maison de Frankenstein (suivi par La Maison de Dracula en 1945), c'est le Comte Dracula qui s'ajoute à la liste.
La saga aurait pu s'arrêter là. Mais au milieu des années 1940, les producteurs du duo comique américain Abbott et Costello (surnommé en France Les Deux Nigauds) décident de faire jouer les acteurs face aux monstres d'Universal.
Si certains films comme Deux Nigauds et la momie n'ont aucun lien scénaristique avec les films sur ce même monstre. Le film Deux Nigauds contre Frankenstein prend en compte la trame scénaristique des précédents volets. Au point que plusieurs interprètes de ces monstres reprennent le rôle qu'ils avaient.
C'est aussi avec ce même film que la trame de L'Homme invisible s'ajoute à la saga. Car on peut entendre un caméo de Vincent Price qui reprend le rôle qu'il avait dans Le Retour de l'homme invisible.
La saga se terminera en 1951 avec Deux Nigauds contre l'homme invisible. Mais le duo américain joueront deux personnages différents du précédent film. Néanmoins, le scénario prend en compte que le créateur du sérum d'invisibilité n'est autre que le Dr Jack Griffin, joué par Claude Rains dans L'Homme Invisible, sortie en 1933 (une photo de ce personnage, extraite de ce même film est d'ailleurs présentée au spectateur).
| Ordre de production | Titre français                        | Titre original                             | Réalisation       | Scénario                                                                                                 | Production                        | Date de sortie                    |
| ------------------- | ------------------------------------- | ------------------------------------------ | ----------------- | --- | --------------------------------- | --------------------------------- |
| 1                   | Dracula                               | Dracula                                    | Tod Browning      | Garrett Fort                                                                                             | Tod Browning et Carl Laemmle Jr.  | 14 février 1931 22 janvier 1932   |
| 2                   | Frankenstein                          | Frankenstein                               | James Whale       | Garrett Fort, John L. Balderston, Richard Schayer, Francis Edward Faragoh, Robert Florey et John Russell | Carl Laemmle Jr.                  | 21 novembre 1931 17 mars 1932     |
| 3                   | L'Homme Invisible                     | The Invisible Man                          | James Whale       | Robert Cedric Sherriff, Preston Sturges et Philip Wylie                                                  | Carl Laemmle Jr.                  | 13 novembre 1933 2 mars 1934      |
| 4                   | La Fiancée de Frankenstein            | Bride of Frankenstein                      | James Whale       | William Hurlbut et John L. Balderston                                                                    | Carl Laemmle Jr.                  | 22 avril 1935 7 juin 1935         |
| 5                   | La Fille de Dracula                   | Dracula's Daughter                         | Lambert Hillyer   | Garrett Fort                                                                                             | E. M. Asher                       | 11 mai 1936 17 juillet 1936       |
| 6                   | Le Fils de Frankenstein               | Son of Frankenstein                        | Rowland V. Lee    | Wyllis Cooper                                                                                            | Rowland V. Lee                    | 13 janvier 1939 29 mars 1939      |
| 7                   | Le Retour de l'homme invisible        | The Invisible Man Returns                  | Joe May           | Lester Cole et Curt Siodmak                                                                              | Ken Goldsmith                     | 12 janvier 1940 22 juin 1946      |
| 8                   | Le Loup-Garou                         | The Wolf Man                               | George Waggner    | Curt Siodmak                                                                                             | George Waggner                    | 12 décembre 1941 25 juillet 1945  |
| 9                   | Le Spectre de Frankenstein            | The Ghost of Frankenstein                  | Erle C. Kenton    | Scott Darling et Eric Taylor                                                                             | George Waggner                    | 13 mars 1942 10 août 1951         |
| 10                  | L'Agent invisible contre la Gestapo   | Invisible Agent                            | Edwin L. Marin    | Curt Siodmak                                                                                             | George Waggner                    | 7 août 1942 14 décembre 1949      |
| 11                  | Frankenstein rencontre le loup-garou  | Frankenstein Meets the Wolf Man            | Roy William Neill | Curt Siodmak                                                                                             | George Waggner                    | 5 mars 1943 15 décembre 1954      |
| 12                  | La Maison de Frankenstein             | House of Frankenstein                      | Erle C. Kenton    | Curt Siodmak et Edward T. Lowe Jr.                                                                       | Paul Malvern                      | 1er décembre 1944 12 juillet 1946 |
| 13                  | La Maison de Dracula                  | House of Dracula                           | Erle C. Kenton    | Edward T. Lowe Jr.                                                                                       | Paul Malvern et Joseph Gershenson | 7 décembre 1945 31 mars 1948      |
| 14                  | Deux Nigauds contre Frankenstein      | Abbott and Costello Meet Frankenstein      | Charles Barton    | Robert Lees, Fred I. Rinaldo et John Grant                                                               | Robert Arthur                     | 15 juin 1948 24 novembre 1949     |
| 15                  | Deux Nigauds contre l'homme invisible | Abbott and Costello Meet the Invisible Man | Charles Lamont    | Robert Lees, Fred I. Rinaldo, John Grant, Hugh Wedlock Jr et Howard Snyder                               | Howard Christie                   | 7 mars 1951 25 juillet 1951       |

## Renouveau:Dark Universe(2017-2019)
En octobre 2013, Roberto Orci était en discussion avec IGN, laissant entendre que La Momie et Van Helsing seraient dans un univers partagé. Les nouveaux développements ont été confirmés en juillet 2014, lorsque Universal a annoncé qu'ils avaient approché Alex Kurtzman et Chris Morgan pour développer tous les monstres des films d'horreur classiques qui incluent Frankenstein, Dracula, le loup-garou, la créature du Lac Noir, l'homme invisible, la fiancée de Frankenstein et la momie ; la Momie est le premier en développement. En décembre 2014, Universal a embauché Jay Basu pour écrire un film non divulgué pour l'univers partagé. Le président d'Universal, dans une interview en novembre, a déclaré que les nouveaux films seraient plus action-aventure, plutôt que d'horreur et seraient fixés dans un cadre actuel afin de « réinventer et de les réintroduire à un public contemporain. ». En août 2015, Alex Kurtzman a annoncé que la nouvelle série de films sera un mélange d'horreur et d'autres genres fictifs.
Après l'échec critique de Dracula Untold (2014), le producteur Alex Kurtzman décida de ne pas l'inclure dans le Dark Universe. La franchise est finalement lancée en 2017 avec le film La Momie d'Alex Kurtzman. À la suite de l'échec du film La Momie, les projets de remakes de La Fiancée de Frankenstein et L'Homme invisible, ainsi que le Dark Universe lui-même, sont définitivement annulés, en 2019.